# バルマー・クレーター
バルマー・クレーター（Balmer Crater）とは、月面に現存する、隕石衝突の結果形成されたと考えられているクレーターの1つである。

## 形状

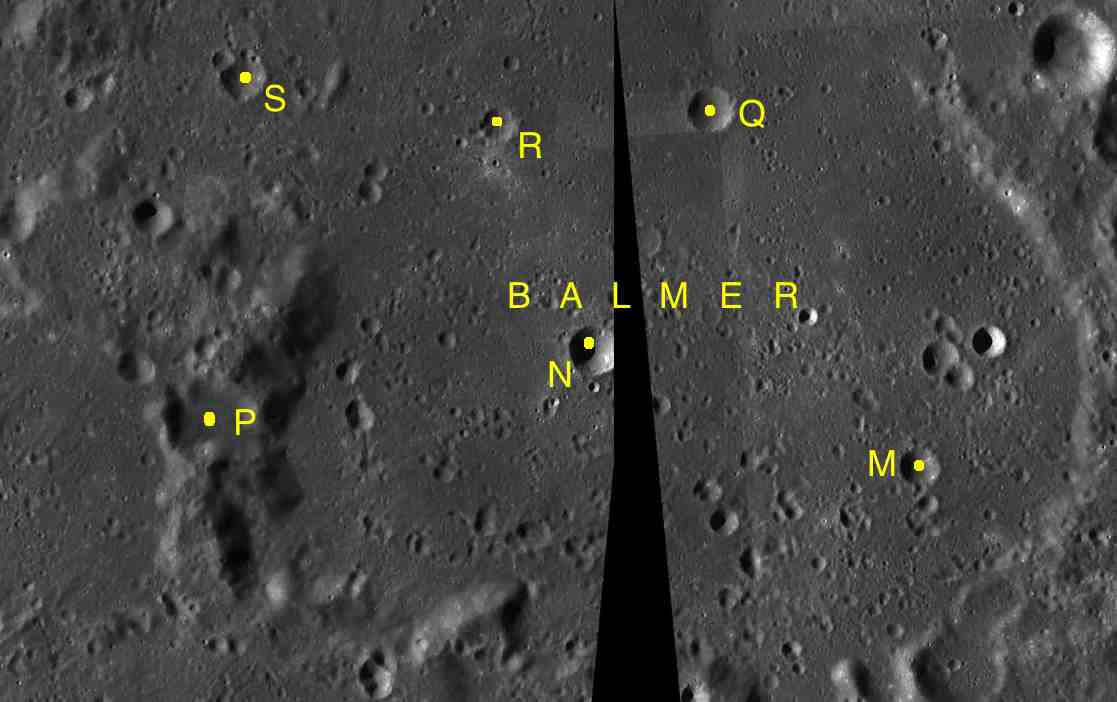
バルマー・クレーターの衛星写真。バルマー・クレーター内に別の小さなクレーターが存在する様子や、バルマー・クレーターのリムが残っていない部分が存在する様子が見て取れる。

バルマー・クレーターの直径は約136 kmに及び、かつて、このクレーター内には溶岩があふれ、その後、固まった状態になったと考えられている。ただし、現在のバルマー・クレーターは、すでに完全な形を残しておらず、月の海とつながっている。さらに、クレーター内には別な小さなクレーターが幾つも存在する。従属クレータには下記がある。
| [ 2 ]     | 緯度    | 経度    | 直径  |
| バルマーM | 20.7° S | 71.5° E | 5 km  |
| バルマーN | 19.9° S | 69.9° E | 8 km  |
| バルマーP | 20.4° S | 67.7° E | 13 km |
| バルマーQ | 18.7° S | 70.5° E | 7 km  |
| バルマーR | 18.7° S | 69.1° E | 4 km  |
| バルマーS | 18.4° S | 67.6° E | 6 km  |

## 月面上の位置

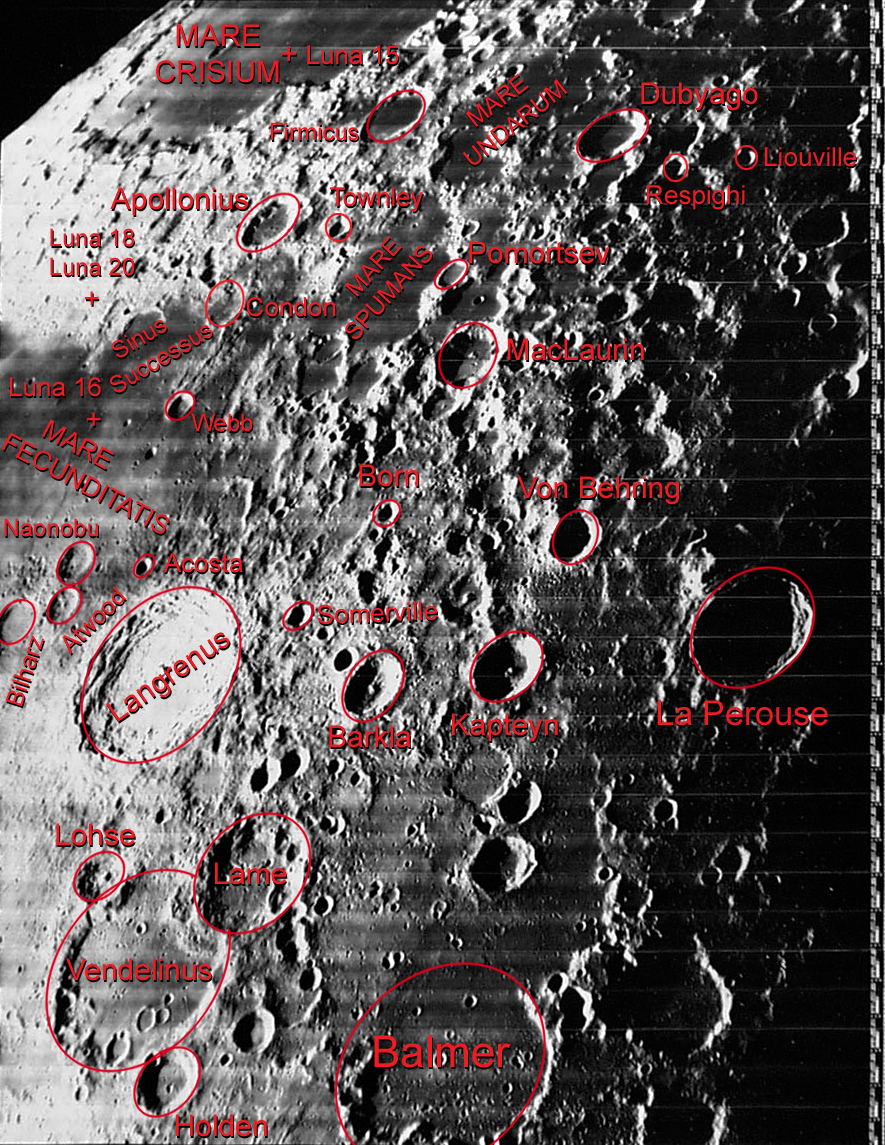
バルマー・クレーター周辺の衛星写真。写真下部のBalmerと書かれている部分がバルマー・クレーターである。

バルマー・クレーターの中心の月面における座標は、南緯20度27分、東経70度22分である。

## 名称について
このクレーターの「バルマー」と言う名称は、スイスの数学者であり、物理学者でもあったヨハン・ヤコブ・バルマーの姓にちなんで命名された。